# Сагез
Сагез е град в западен Иран, който е столица на окръг Сагез, провинция Кюрдистан, Иран. Според преброяването от 2016 г. населението му е 165 258 души.

## География
Градът е разположен на 690 км западно от столицата Техеран, с надморска височина 1476 метра.